# علي ناظم سلمان
علي ناظم سلمان (ولد في 15 ديسمبر 1981) هو مصارع عراقي في المصارعة اليونانية الرومانية عرف بتمثيله العراق في دورة الألعاب الأولمبية الصيفية 2012 في لندن في فئة الرجال 120 كغم. وهزم في التصفيات بواسطة بشير باباجانزادا.

## روابط خارجية
- علي ناظم سلمان على موقع قاعدة بيانات المصارعة الدولية (الإنجليزية)
- علي ناظم سلمان على موقع اللجنة الأولمبية الدولية (الإنجليزية)
- علي ناظم سلمان على موقع أوليمبيديا (الإنجليزية)